# Magyar Telekom
A  Magyar Telekom Távközlési Nyilvánosan Működő Részvénytársaság, röviden Magyar Telekom Nyrt. vagy Magyar Telekom (MT) Magyarország egyik legnagyobb távközlési szolgáltatója, amely a telekommunikációs és infokommunikációs (ICT) szolgáltatások teljes skáláját nyújtja magánszemélyek, valamint kis-, közép és nagyvállalati ügyfelek részére beleértve a vezetékes- és mobiltelefonos, adatátviteli és nem hangalapú, valamint az informatikai és rendszerintegrációs szolgáltatásokat egységesen Telekom márka alatt. A Magyar Telekom Nyrt. 100%-os tulajdonosa a Telekom Rendszerintegráció Zrt-nek, valamint többségi tulajdonosa a Makedonski Telekomnak, Észak-Macedónia vezető integrált szolgáltatójának. Legfőbb versenytársai a One Magyarország és a Yettel Magyarország.
A Magyar Telekom többségi tulajdonosa (61,39%) a Deutsche Telekom Europe B.V., melynek 100%-os tulajdonosa a Deutsche Telekom Europe Holding B.V.  A Deutsche Telekom Europe Holding B.V. kizárólagos tulajdonosa pedig a Deutsche Telekom Europe Holding GmbH. Ez utóbbinak 100%-os tulajdonosa a Deutsche Telekom AG. Így a Deutsche Telekom AG a Magyar Telekom Nyrt. 61,39%-os közvetett tulajdonosa.
A Coface CEE Top 500 rangsor szerint 2021-ben és 2022-ben Magyarország 25., illetve 21. és Közép- és Kelet-Európa 159., illetve 164. legnagyobb forgalmú vállalata.

## Cégadatok

### Leányvállalatok
A Magyar Telekom Csoport többségi tulajdonai (2022. május 1.), Magyarországon:
- Cecoin Kft. "v.a."
- Investel Zrt.
- ITgen Kft.
- KalászNet Kft.
- Pelsoft Kft.
- Telekom New Media Zrt.
- Telekom Rendszerintegráció Zrt.
- VGreen Kft.

A Magyar Telekom Csoport többségi tulajdonai (2023. február 1.), külföldön:
- Makedonski Telekom AD – Skopje (Észak-Macedónia)
- Stonebridge Communications AD – Skopje (Észak-Macedónia)
- Combridge SRL (Románia)
- Novatel EOOD (Bulgária)

### Tőzsdei jegyzés
A Matáv-részvények jegyzése, 1997. november 14-én Budapesten és egyidejűleg New Yorkban kezdődött meg. A tőzsdén a részvények 26,31%-át hozták forgalomba. Ez volt az első alkalom, hogy egy közép-kelet-európai cég szándékozta részvényeit New Yorkban jegyezni.
A cég a tőzsdén a Budapesti Értéktőzsdén (BÉT) és a New York-i Részvénytőzsdén (NYSE) lett jegyezve.
Betűjele:
- Reuters: MTEL.BU
- Bloomberg: MTELEKOM HB

## Cégtörténet[7][8]
A Magyar Távközlési Vállalat (rövidítve: Matáv) 1989-ben jött létre a Magyar Posta üzletágainak feldarabolása során, és kapta meg a Posta távközlési üzletágát. 1991-ben alakult át állami tulajdonú vállalatból részvénytársasággá és vette fel a Matáv Rt. nevet.
2004. május 3-ától a Westel új neve T-Mobile Magyarország Távközlési Részvénytársaság lett, ezzel egyidőben bevezették a T-Mobile márkát is.
Ezt követően 2005 májusában Magyarország addigi legnagyobb márkaváltása zajlott le: a Matáv Rt. új cégneve Magyar Telekom Rt. lett, a cégcsoport egyes üzletágai pedig felvették a nemzetközi T-márkákat: T-Com (korábban Matáv Vezetékes Szolgáltatások Üzletág), T-Online (korábban Axelero), T-Mobile (2004-ben változott Westelről), T-Systems (korábban Matáv Üzleti Szolgáltatások Üzletág), T-Kábel (korábban MatávkábelTV).
Miután a Cégbíróság bejegyezte a Magyar Telekom Rt. és a T-Mobile Magyarország Rt. egyesülését, 2006. március 1-jétől a T-Mobile Magyarország Rt. jogutódja a Magyar Telekom Nyrt. lett. A T-Mobile innentől kezdve önálló márkaként és önálló üzletágként működött tovább a Magyar Telekom Csoporton belül. A Cégbíróság bejegyzésének eredményeképpen a Magyar Telekom Rt. cégneve ettől az időponttól kezdve Magyar Telekom Távközlési Nyilvánosan Működő Részvénytársaság (angolul: Magyar Telekom Telecommunications Public Limited Company), rövidített neve pedig Magyar Telekom Nyrt. (angolul: Magyar Telekom Plc.).
Magyarországon ez volt az első olyan cég, amely vezetékes és mobil telefonszolgáltatást is egyaránt nyújt.

### Vezetők

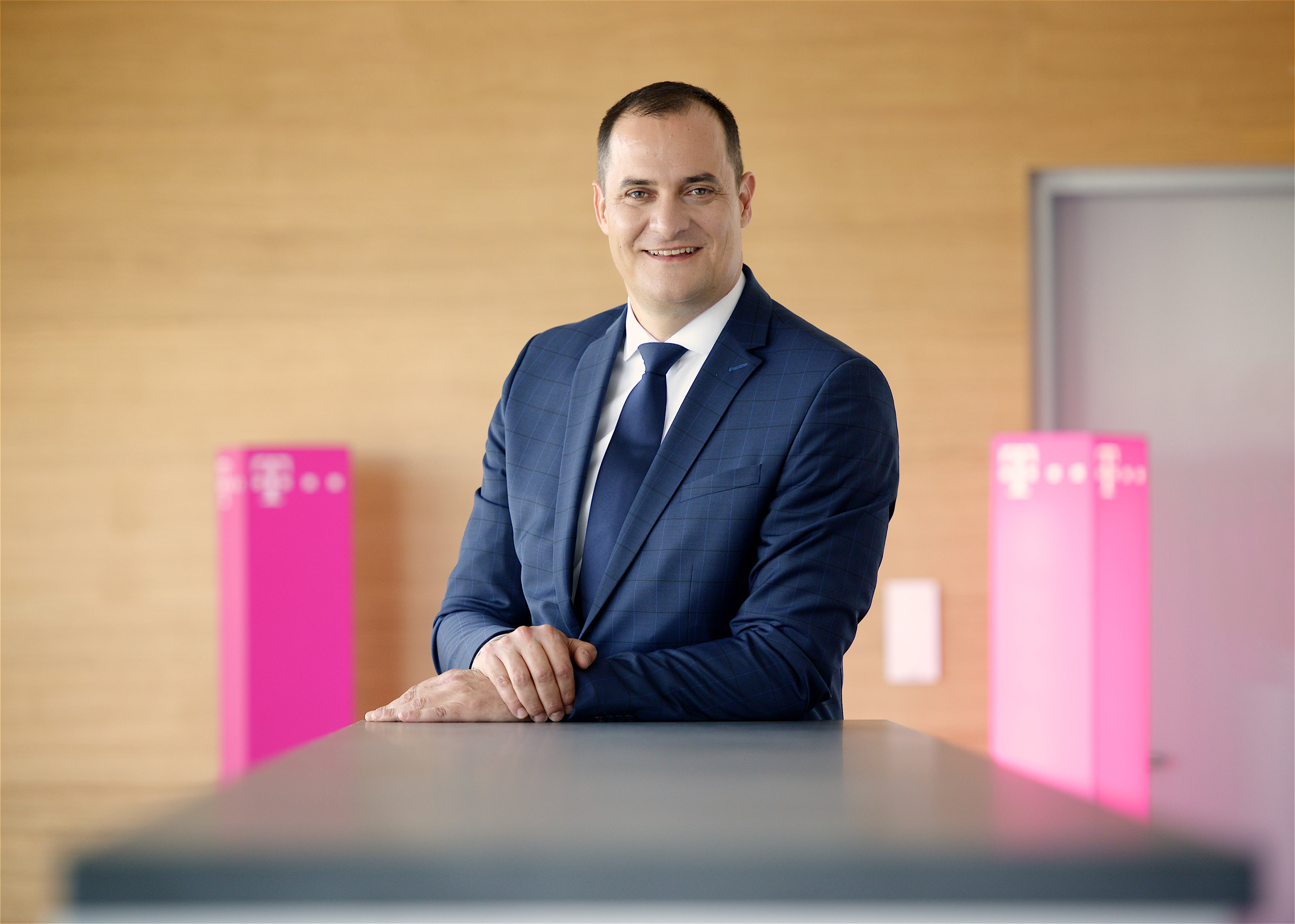
Rékasi Tibor, vezérigazgató

- 1995–2006 Straub Elek elnök-vezérigazgató (Matáv, Magyar Telekom)
- 2006–2018 Christopher Mattheisen elnök-vezérigazgató, később vezérigazgató
- 2018– Rékasi Tibor vezérigazgató

### 1989–1993

#### Matáv – a kezdetek
A rendszerváltás idején, 1989 decemberében a Magyar Posta három nagy szolgáltatási ága szétvált, önálló vállalattá alakultak: létrejött a Magyar Posta Vállalat (ma Magyar Posta Zrt.), a Magyar Távközlési Vállalat (ma Magyar Telekom Nyrt.) és a Magyar Műsorszóró Vállalat (ma Antenna Hungária Zrt.).
A Magyar Távközlési Vállalat jogutódjaként a Matáv Magyar Távközlési Rt. 1991. december 31-én alakult meg. A társaság 1993-ig 100%-os állami tulajdonban maradt.

#### Privatizációs pályázat
1993. július 1-jén hatályba lépett a távközlési törvény, amely koncessziós szolgáltatásnak minősítette a közcélú távbeszélő-, a mobiltelefon-, valamint a közcélú személyhívó-szolgáltatást. Így lehetőség nyílt a Matáv privatizációs pályázatának kiírására, amely az országos távbeszélő koncessziós jog megszerzésére és a Matáv részvényeinek megvásárlására egyaránt vonatkozott. Az 1993. december 22-én megkötött szerződések értelmében a Deutsche Telekom és az Ameritech International távközlési vállalatokból álló MagyarCom konzorcium – 875 millió dolláros vételár ellenében – a Matávra kötelezően átruházott országos telefonkoncessziónak és a megnövelt alaptőke 30,1%-ának tulajdonosává vált.

### 1994–1995

#### Területi koncessziós pályázatok, további privatizáció
1994 februárjában, a területi koncessziós pályázat eredményének kihirdetése után létrejöttek a helyi koncessziós társaságok. A Matáv szolgáltatási területe – Magyarország területének mintegy 70%-át és a lakosság 72%-át lefedve – 36 primer körzetre terjed ki, melyekben a vállalat helyi távbeszélő-szolgáltatást nyújt. A Matáv privatizációjának második fordulójában a MagyarCom a Matáv többségi tulajdonosává vált. Az 1995. december 22-én aláírt szerződés értelmében a konzorciumot alkotó két vállalat tulajdonrésze 852 millió dollár vételár ellenében 67,3%-ra emelkedett. A Matáv privatizációja – a két forduló együttes értéke alapján – a közép- és kelet-európai térség addigi legnagyobb privatizációja volt, egyben a legnagyobb külföldi beruházás Magyarországon.

### 1997–2000

#### Részvényjegyzés, Deutsche Telekom többségi tulajdonszerzés
1997. november 14-én Budapesten és New Yorkban egyidejűleg kezdődött meg a Matáv-részvények kereskedése a részvények 26,31%-ának forgalomba hozatalával, mely az addigi legnagyobb magyarországi részvényjegyzés volt. Ezzel a Matáv lett az első közép-európai cég, amelynek papírjait a New York-i Tőzsdén jegyezték. 1999 nyarán az ÁPV Rt. értékesítette a magyar állam utolsó, 5,75%-os részvénycsomagját, de továbbra is rendelkezett az Arany Részvénnyel.
1997-től vált elérhetővé a lakossági előfizetők számára a betárcsázós internet-hozzáférés.
2000. július 3-án az SBC és a Deutsche Telekom közötti részvényesi megállapodásnak megfelelően a Deutsche Telekom megvásárolta az SBC 50%-os MagyarCom-ban meglévő részesedését. A MagyarCom tulajdonosi szerkezetében történt változás következtében a Deutsche Telekom Matáv-beli tulajdona 59,52%-ra növekedett, a fennmaradó 40,48% közkézhányad, míg az aranyrészvény a magyar állam tulajdonát képezte.

### 2001–2002

#### Távközlési vállalatcsoport, liberalizáció, új üzletágak
A Matáv Magyarországon elsőként nagykereskedelmi célra 2000-ben vezette be, magánszemélyek számára pedig 2001-ben tette elérhetővé a lakossági és az üzleti ADSL internet szolgáltatást. Az ezzel foglalkozó leányvállalat 1997-től a Matávnet, 2001 májusától 2005-ig az Axelero nevet viselte.
2001-től lehetőség nyílt arra, hogy a Matáv nemzetközi távközlési vállalatcsoporttá váljon. A Matáv vezette konzorcium ekkor vásárolta meg Macedónia nemzeti távközlési cége, a Makedonski Telekomunikacii (MakTel) többségi tulajdonrészét, így a MakTel is a Csoport konszolidált leányvállalata lett. A stratégia további lépéseként a Matáv megvásárolta az Emitel Rt. maradék 50%-os tulajdonrészét, így az Emitel 2001 júliusában kizárólagos Matáv-tulajdonba került, konszolidált leányvállalatként, mely a dél-alföldi régióban nyújt lakossági és üzleti telekommunikációs szolgáltatásokat. A Matáv a Deutsche Telekommal kötött megállapodás alapján 2001 decemberében megszerezte a Westel és a Westel 0660 fennmaradó 49%-át is.
A Matáv 2001-től a lakossági és üzleti előfizetők igényeihez igazodó díj- és szolgáltatáscsomagokat, 2002-től pedig az internetezőknek szóló új kedvezményes csomagokat vezetett be. 2001. december 23. volt a magyar távközlési piac teljes liberalizációjának hivatalos időpontja. A vezetékes telefónia területén a távközlés utolsó szegmenseként került sor a piacnyitásra. A Csoport vállalatai vezető pozíciót harcoltak ki a mobiltelefon-, internet- és üzleti adatkommunikációs piacon, a vezetékes telefonpiacon pedig 80% feletti volt a részesedése.
A 2000 decemberében bejelentett szerkezetátalakítás eredményeként 2001 végén elfogadták a Csoport új irányítási struktúráját, amely a stratégiai célok megvalósítását és a sikeres üzleti tevékenységet szolgálja a hatékony működés biztosításával. 2002 januárjától új vállalati struktúra került bevezetésre, melynek értelmében négy üzleti terület képezte a működés alapját: Lakossági Szolgáltatások, Üzleti Megoldások, Internet, Mobil.
A Matáv Csoport 2002 decemberében az SGS (Société Générale de Surveillance SA), a világ legnagyobb független minőségellenőrző és tanúsító testülete által tanúsított csoportszintű ISO 9001:2000 szerinti tanúsítást szerzett.

### 2004–2006
A Matáv folyamatos fejlesztések során a telekommunikációban és az internetszolgáltatásban is vezető szerepre törekedett Magyarországon. Ezt bizonyítja a 2003 decemberében elért 100 000. ADSL-előfizetés is. A mobiltelefóniában a számhordozhatóság jelentett egy kisebb nehézséget, de a cégcsoport westeles része 2004-ben ezt is sikerrel vette.
A cégcsoport 2004 márciusában határozta el, hogy az 1989 óta létező Westel nevet lecseréli, és csatlakozik a T-Mobile világmárkához. Ez 2004. május 3-án meg is történt. Ezt követően a Matáv csoport maga is a konszolidációról és a teljes egységesítésről határozott, 2005. január 1-jével a cégcsoport struktúráját, majd 2005. május 6-ával az összes szolgáltatását és működési szervezetét központi irányítás alá és a cégcsoport alá rendelte. Cégnevet váltott, ettől az időponttól kezdve működött a Magyar Telekom csoport a „T” márkanevek csoportjaként. Ez volt Magyarországon az addigi legnagyobb márkaváltás. 2005. november 8-án a Magyar Telekom megállapodott az Orbitel (Bulgária távközlési szolgáltatója) megvásárlásáról, e tranzakció 2006 február 3-án zárult le.
Az átalakulási folyamatban a teljes egységesülés eredményeként a két cég, a T-Mobile Magyarország Rt. és a Magyar Telekom Rt. megszűnt, melynek következményeként Sugár András, a T-Mobile vezérigazgatója távozott posztjáról. Egyidejűleg 2006. március 1-jétől a Magyar Telekom Távközlési Nyilvánosan Működő Részvénytársaság vette át szerepüket, így Magyarországon már – Németországhoz hasonlóan – egy egységes telekommunikációs cégről beszélhetünk, amely lefedi a kommunikáció minden formáját.

### 2005

#### Matávból Magyar Telekom, a „T” márka bevezetése
A Matáv, hatékonyságnövelő programja részeként 2005. január 1-jei hatállyal átalakította a cégcsoport szervezetét. Az újonnan létrejött Vezetékes Szolgáltatások Üzletág integrálta a korábbi Lakossági Szolgáltatások Üzletág, Internet Üzletág, valamint Hálózati Rendszerek Üzletág tevékenységét.
A Telekom Montenegro, a montenegrói távközlési társaság megvásárlására kiírt nyilvános pályázaton, amelyre 2004 decemberében ajánlatot nyújtottak be, ezt követően első helyezettként megszerezték a vállalat 73%-os többségi tulajdonrészét 2005 márciusában. Ez a siker ismét igazolta, hogy nemzetközi stratégiai befektetőként felmutatott tapasztalatukat és teljesítményüket elismerik a délkelet-európai régió döntéshozói.
A Matáv Csoportot – a hazánkban zajló eddigi legnagyobb márkaváltás keretében – 2005. május 6-án a Magyar Telekom Csoport váltotta fel. A névváltoztatás és a „T” márka teljes körű hazai bevezetése egyúttal egy új kommunikációs korszak kezdetét is jelentette. Az integrációval lehetővé vált, hogy a Deutsche Telekom Csoport tapasztalatának köszönhetően a globális háttérrel járó előnyök a magyar ügyfelek részére is közvetlenül elérhetővé válhassanak.
A Magyar Telekom Csoport tagjai – a T-Com (korábban a Matáv Vezetékes Szolgáltatások Üzletága), a T-Online (az Axelero utódja), a T-Mobile, a T-Systems (a korábbi Matáv Üzleti Szolgáltatások Üzletág) és a T-Kábel (korábban MatávkábelTV) – együttesen a távközlés teljes spektrumát kínálták az egyéni, a kis-, közép- és nagyvállalati ügyfeleknek.
2005. októberben a Magyar Telekom Igazgatósága kezdeményezte a Magyar Telekom Rt. és a T-Mobile Magyarország Rt. egyesülését. A javaslatot a Magyar Telekom rendkívüli Közgyűlése december 20-án jóváhagyta.

### 2006
A cégbírósági bejegyzést követően a T-Mobile Magyarország Rt. megszűnt. Egyidejűleg 2006. március 1-jétől a Magyar Telekom hivatalos neve Magyar Telekom Távközlési Nyilvánosan Működő Részvénytársaság (angolul: Magyar Telekom Telecommunications Public Limited Company), rövidített neve pedig Magyar Telekom Nyrt. (angolul: Magyar Telekom Plc.).
A T-Mobile önálló márkaként és önálló üzletágként működik tovább a Magyar Telekomon belül és változatlan formában, megszakítás nélkül nyújtja szolgáltatásait ügyfeleinek.

### 2007
A Magyar Telekom Igazgatóságának döntése értelmében, amelyet a rendkívüli Közgyűlés június 29-én jóváhagyott, a T-Online Magyarország Zrt. hozzáférési tevékenysége és az Emitel Zrt. 2007. október 1-jétől egyesült a Magyar Telekommal. A T-Online Magyarország webes és tartalomszolgáltatási üzleti területe [origo] Média és Kommunikációs Zrt. néven folytatja tevékenységét a Magyar Telekom Csoport tagvállalataként.
A Magyar Telekom Igazgatósága 2007. szeptember 25-én döntést hozott a Társaság irányítási és szervezeti struktúrájának átalakításáról a szolgáltatási színvonal emelése, a költséghatékonyság javítása, valamint új, innovatív szolgáltatási és üzleti lehetőségek kiaknázása érdekében. A szervezeti modell átalakításáról született döntés értelmében a technológiáról az egyes ügyfélszegmensek igényeire helyeződik a hangsúly. A Magyar Telekom új irányítási struktúrája ezért alapvetően ügyfélszegmensek alapján határozza meg a Csoport működési modelljét. A stratégiai célok elérése érdekében kialakított, az egyes ügyfélszegmensekre épülő új irányítási struktúra 2008. január 1-től került bevezetésre.

### 2008
2008-tól egyszerűsítették a Vállalati szolgáltatások (T-Systems) üzletág szervezeti felépítését az ügyfelek magasabb szintű kiszolgálása és az értékesítés hatékonyságának növelése érdekében. Az üzletághoz tartozó leányvállalatok számát hatról kettőre csökkentették, miközben a szervezet megőrizte rugalmasságát és ügyfélközpontúságát.
A Magyar Telekom Csoporton belüli integrációs folyamatok részeként az iWiW Kft. és az Adnetwork Online Marketing Kft. 2008. június 30-ával beolvadt az Origo Zrt.-be. Az iWiW.hu 2014-ig a magyar nyelvű internet legnagyobb látogatottságú közösségi oldala volt.

### T-Home és T-Mobile

A T-Home szolgáltatás logója (2008-2013)

A Magyar Telekom Igazgatóságának 2008. júniusi döntése nyomán szeptemberben a Magyar Telekom bevezette a T-Com, T-Online és T-Kábel márkákat felváltó T-Home márkát, amely a lakossági ügyfelek részére értékesített vezetékes kommunikációs és szórakoztató szolgáltatásokat képviselte. Ezzel párhuzamosan megújult a vállalati „T” márka, amely a T-Home, T-Mobile és T-Systems ajánlati márkákat összefogó márkaként működik. Megjelent a Magyar Telekom új „Együtt. Veled” szlogenje, amit a T-Home és a T-Mobile is használ. A márkaváltással egyszerűbb, az ügyfelek számára egyértelmű azonosítást segítő márkastruktúra jött létre.
A döntés célja, hogy a Magyar Telekom a Deutsche Telekomnál még 2007 májusában kialakított egyszerűbb, az ügyfelek számára az egyértelmű azonosítást segítő márkastruktúrát vezessen be, ezzel is erősítve piacvezető pozícióját. A márkastruktúra átformálásával a megújuló Magyar Telekom erőteljesebben kihasználhatja azon előnyét, hogy a hazai távközlési piacon egyedülállóan széles körű szolgáltatásválasztékkal rendelkezik.
„A T-Home bevezetésével újrapozícionáltuk a Magyar Telekomot is mint egyedüli magyarországi »double triple-play« szolgáltatót, amely a T-Home és a T-Mobile révén – az országban egyedülállóan – az internetet, a televíziót és a telefonálást egyaránt elérhetővé teszi vezetékes és mobilhálózaton, otthon és bárhol.”
A Magyar Telekom ügyfelei a márkaváltás nyomán T-Home néven vehették igénybe 2013-ig a T-Com, T-Online és T-Kábel kínálatában elérhető, az otthonokhoz kapcsolódó vezetékes kommunikációs és szórakoztató szolgáltatásokat. 2008. november 24-én útjára indult a 2022 januárjáig elérhető Sat TV, a T-Home műholdas televízió szolgáltatása, így az előfizetéses televíziós programkínálat már nemcsak kábeles és IP hálózaton, hanem műholdon is elérhető volt a cég ügyfelei számára. 2008. december 1-én új területeken jelent meg a VDSL internet és a nagyfelbontású HDTV szolgáltatás, többek közt Budapest, Pécs, Miskolc és Debrecen egyes részein.

### 2009
A Magyar Telekom Igazgatóságának döntése alapján 2009. szeptember 1-jei hatállyal integrált stratégiai és üzletfejlesztési szervezet jött létre a stratégiai és üzletfejlesztési vezérigazgató-helyettes irányításával. Az új szervezet keretében között a működési hatékonyság javítása és a Csoporton belüli szinergiák kiaknázása érdekében minden eddiginél szorosabban kapcsolódik össze a stratégia és az üzletfejlesztés.
Az Igazgatóság döntése és a 2009. június 29-én tartott rendkívüli közgyűlés határozatai alapján 2009. szeptember 30-ával sor került a T-Kábel Magyarország Kft. és a Dél-Vonal Kft. beolvadására a Magyar Telekom Nyrt.-be. Az egyesülés újabb jelentős lépésnek számít a Magyar Telekom Csoport integrációs folyamatában, amelynek középpontjában a szolgáltatási színvonal és az ügyfélkiszolgálás folyamatos javítása, valamint a hatékonyság növelése és a szinergiák kiaknázása áll.

### 2010
Az Igazgatóság 2010. áprilisában az irányítást érintő – július 1-jén hatályba lépett – szervezeti változásokról döntött annak érdekében, hogy a társaság a gyorsan változó piaci és gazdasági környezetre még hatékonyabban tudjon reagálni.
A lakossági piacot érintő termékfejlesztés, kommunikáció, piackutatás és márkastratégia irányítására az Igazgatóság létrehozta a marketing vezérigazgató-helyettesi pozíciót, a magas szintű és teljes körű lakossági kiszolgálás biztosítása érdekében pedig az értékesítési vezérigazgató-helyettesi pozíciót. Az irányítási és ellenőrzési funkciók (jogi, szabályozási, megfelelőségi, belső ellenőrzési és biztonsági terület) irányítására az Igazgatóság jogi és társasági ügyekért felelős vezérigazgató-helyettesi pozíciót hozott létre. Az új vezérigazgató-helyettesek tagjai lettek az Ügyvezető Bizottságnak.
A pénzügyi jelentések struktúrájának egyszerűsítése és az adminisztrációs költségek csökkentése érdekében a Magyar Telekom 2010. november 12-i hatállyal megszüntette amerikai letéti jegyeinek New York-i tőzsdei jegyzését. A társaság továbbra is fenntartja részvényeinek jegyzését a Budapesti Értéktőzsdén, és változatlanul készít angol nyelvű fordításokat az éves jelentésekről, pénzügyi beszámolókról és befektetői közleményekről.

### 2011
Májusban elindult a Magyar Telekom mobilhálózatának újabb nagyszabású modernizációja. A modernizáció első lépéseként a T-Mobile ügyfelei már nyártól megtapasztalhatták a valódi szupergyors mobil szélessáv előnyeit, a 21 Mbps sebességet kínáló mobilinternetet. A modernizált mobilhálózat a korábbi hálózati kapacitás többszörösét is képes lesz kiszolgálni, valamint az új generációs LTE (4G) technológiára is készen fog állni.
Októberben a Magyar Telekom mobilhálózati modernizációja jelentős mérföldkőhöz érkezett: a szolgáltató megkezdte a 4G/LTE technológia kiterjesztett hálózati tesztelését ügyfelei bevonásával. A 4G/LTE alapú mobilinternet szolgáltatást 2012. január 1-jén indította el a Telekom.
Decemberben ismét jelentős mérföldkőhöz érkezett a Telekom: Magyarországon elsőként innovatív, interaktív szolgáltatásokkal kibővített műholdas tévészolgáltatást indított. Az internetkapcsolat segítségével igénybe vehető interaktív televíziózást így azok is élvezhetik, akik eddig nem érhették el az IPTV szolgáltatást.

### 2012
Január 1-jén a Telekom – az országban elsőként – elindította a 4G/LTE alapú mobilinternet szolgáltatását. Az év végére megvalósult Budapest teljes kültéri 4G lefedettsége, és az ország lakosságának közel 27%-a számára volt elérhető a 4G-s mobilinternetezés lehetősége.
A Magyar Telekom Igazgatósága júniusi ülésén elfogadta a vállalat működésének közép- és hosszú távú stratégiai irányait, és ennek egyik első lépéseként döntött az új irányítási struktúra kialakításáról. A 2013 januárjától kezdődött változások célja, hogy a Magyar Telekom az ügyféligények változására és a piaci kihívásokra rugalmasan és időben reagálva, képes legyen kiaknázni az új, innovatív szolgáltatási és üzleti lehetőségeket. Az ügyfelek magas szintű, korszerű és hatékony kiszolgálását célozza a vállalat új szervezeti struktúrája is. Ennek keretében létrejött a lakossági szolgáltatások, illetve a kis- és középvállalati szolgáltatások vezérigazgató-helyettesi pozíció az érintett ügyfélköröket kiszolgáló területek irányítására.
A Magyar Telekom októberben elnyerte a 2012. évi Kiválóság az Ügyfélkiszolgálásban Díjat a személyes kiszolgálás kategóriában, és első helyezést ért el a Top 10 Call Center verseny telefonos ügyfélszolgálati tevékenység értékesítés kategóriájában is. Ezzel a Telekom az ország legjobbjának bizonyult az ügyfélkiszolgálás terénaz ország nagyvállalatai közül. A Magyar Telekom második alkalommal nyerte el a magyarországi és közép- és kelet-európai Legjobb Munkahely címet a nagyvállalati kategóriában.
Hazánk egyetlen teljes körű infokommunikációs technológiai (IKT) termékportfólióval rendelkező szolgáltatójaként kezdte megújult működését a T-Systems Magyarország Zrt. 2012. október 1-jén. A 100%-os Magyar Telekom-tulajdonban lévő vállalat négy nagy múltú iparági szereplő egyesítésével jön létre: az IQSYS Zrt., a Dataplex Kft. és az ISH Kft. 2012. szeptember 30-ával olvadt be a T-Systems Magyarországba, végül a Daten-Kontor Kft. csatlakozott a céghez 2013. áprilistól. A T-Systems Magyarország nagyvállalati ügyfeleknek, a közigazgatásnak és intézményeknek nyújt teljes körű távközlési és IT infrastruktúra-, alkalmazásfejlesztési és rendszerintegrációs szolgáltatásokat.

### 2013
A Magyar Telekom 2013 folyamán egységesítette márkastruktúráját: a korábbi erős piaci márkákat egyetlen márkává ötvözi, és új, dinamikusabb arculatot vezet be. Az ügyfelek a jövőben Telekom márkanév alatt érhetnek el minden szolgáltatást, legyen az mobil vagy vezetékes telefon, otthoni vagy mobilinternet, interaktív TV, egészségügyi vagy biztosítási termék. A nagyvállalati ügyfélkör részére továbbra is T-Systems márkanév alatt nyújt teljes körű infokommunikációs szolgáltatásokat a T-Systems Magyarország.
A Nemzeti Média- és Hírközlési Hatóság Elnökével szeptemberben kötött hatósági szerződésmódosítás alapján meghosszabbításra kerültek a Magyar Telekom frekvenciahasználati jogosultságai az 1800 MHz-es, illetve a 900 MHz-es frekvenciasávban. A módosítás a Magyar Telekom számára biztonságos alapokat teremtett a magas színvonalú mobilszolgáltatások nyújtásához a továbbiakban is.
A Magyar Telekom októberben elnyerte a 2013. évi Kiválóság az Ügyfélkiszolgálásban Díjat a telefonos ügyfélkiszolgálás (call center) nagyvállalati kategóriában. Ezzel a Telekom az ország legjobbjának bizonyult a telefonos ügyfélkiszolgálás terén az ország nagyvállalatai közül.
A Magyar Telekom 2013 során sikeresen megvásárolt kilenc kábelhálózatot. A megvásárolt hálózatokon összesen 33 ezer háztartás számára elérhetők a TV-, szélessávú internet- és hangszolgáltatások. Ezek a tranzakciók tovább növelték a Magyar Telekom nagy sebességű internet lefedettségét és erősítették piaci pozícióit a vezetékes szolgáltatásokban.

### 2014
Februárban partnerségimegállapodást kötött a Kormány és a Magyar Telekom. A Kormány és a piacvezető távközlési vállalatcsoport hosszú távon együttműködik az ország digitális fejlesztése érdekében. Cél a Digitális Magyarország megteremtése a mindenki számára elérhető nagysebességű szélessávú internet, a digitális írástudás terjesztése, valamint a vállalkozások versenyképességének növelése révén.
A Telekom májusban elsőként hozta el a „többképernyős” tévézés élményét hazánkban.  Az ügyfelek a TV GO szolgáltatás segítségével az országban bárhol követhetik a tévéműsort, többféle eszközön: tableten, laptopon és okostelefonon is. A Telekom integrált szolgáltatói és hálózati képességeire építő innovatív termék választ ad a legújabb tartalomfogyasztási igényekre is.
A Telekom októberben a piaci szereplők közül elsőként vehette használatba a pályázaton elnyert új frekvenciablokkokat, ennek köszönhetően 4G mobil szélessávú hálózatának országos lakossági lefedettségét azonnal 73 százalékosra bővítette, és letöltési sebességét az elérhető maximumra, akár 150 Mbit/s-ra növelte.
Christopher Mattheisen vezérigazgató novemberben bejelentette, hogy a Magyar Telekom átfogó fejlesztéseket indított a Digitális Magyarország megvalósítása érdekében, amelynek első állomása Nyíregyháza. A fejlesztési program pillérei: a digitális infrastruktúra, a digitális szolgáltatások és a digitális kompetenciák fejlesztése.
A Magyar Telekom novemberben elnyerte a „Kiválóság az Ügyfélkiszolgálásban – Legjobb Online Ügyfélszolgálat” Díjat. Ezzel a Telekom az ország legjobbjának bizonyult az online ügyfélkiszolgálás terén, a www.telekom.hu vállalati honlapon keresztül biztosított ügyfélszolgálata révén.

### 2015
A Magyar Telekom és a Telenor (Ma Yettel) Magyarország együttműködési megállapodást kötött 4G hálózatuk közös fejlesztésére és üzemeltetésére. A megállapodás alapvető célja a 4G lefedettség és 4G mobilinternet mielőbbi biztosítása a vidéken élő ügyfelek számára. Ennek köszönhetően a Telekom 2015 végére közel teljesre, 97%-ra növelte az országos lakossági 4G lefedettségét.
A Magyar Telekom megvásárolta a a Deutsche Telekomtól a GTS Hungary alternatív infokommunikációs szolgáltató üzletrészének 100%-át. Az áprilisban lezárult tranzakcióval a Magyar Telekom tovább erősítette pozícióját az üzleti szolgáltatások piacán.
A Magyar Telekom és a MET márciusban megállapodást írt alá egy egyenlő arányban tulajdonolt vegyesvállalat alapításáról, amely üzleti ügyfelek számára kínál gáz- és áramszolgáltatást. Az E2 Magyarország előnyös feltételekkel, versenyképes ajánlatokkal jelenik meg a vállalati energiaszolgáltatások piacán 2016. január 1-jétől. A Magyar Telekom teljes üzleti energiakereskedelmi tevékenységét az új társaságba szervezi.
A Magyar Telekom májusban megállapodást írt alá a társaság új székházának megépítéséről és hosszú távú bérletéről. A tervek szerint a vállalat 2018 második félévében fog beköltözni a XXI. századi követelményeknek megfelelő, a fenntarthatóság jegyében megépülő új működési központjába. Az építési munkálatok 2016 első negyedévében kezdődhetnek meg.
A Magyar Telekom decemberben megállapodást írt alá a New Wave Media Kft.-vel az Origo Zrt.-ben meglevő 100%-os tulajdoni részesedésének eladásáról. A tranzakció összhangban van a Magyar Telekom alaptevékenységére irányuló megnövekedett stratégiai fókuszával és a szabad cash flow termelő képességének tovább erősítésével.
2015 végéig további 440 ezer háztartás számára vált elérhetővé a Telekom vezetékes szélessávú internetszolgáltatása. A fejlesztések eredményeként a Telekom nagysebességű internet lefedettsége több mint 2,2 millió háztartásra nőtt, és a Telekom céljainak megfelelően javult a vidéki régiók szélessávú szolgáltatásokkal való ellátottsága.

### 2016
A Magyar Telekom Igazgatósága Christopher Mattheisen vezérigazgatói megbízatásának 2019. május 31-ig tartó megújításáról határozott februárban.
Közel 20 éves együttműködést követően a Telekom névadó támogatója lett a Veszprém kézilabdacsapatának. A megállapodás szerint a 2016/2017 bajnoki idénytől a Veszprém Handball Team Zrt. által működtetett csapatok, az U10-től a felnőtt csapatig valamennyi hazai és nemzetközi versenyen Telekom Veszprém Kézilabda Csapat (Telekom Veszprém Handball Team) néven szerepelnek. Illetve, együttműködésről szóló szándéknyilatkozatot írt alá a Magyar Telekom a Magyar Paralimpiai Bizottsággal, amely értelmében a vállalat segítette a hazai csapat felkészülését a következő paralimpiai ciklusban.
Walter Goldenits a Magyar Telekom Csoport műszaki vezérigazgató-helyettese, 2016. december 31-i hatállyal távozott pozíciójából, és 2017. január 1-től a Telekom Németország műszaki vezérigazgató-helyettese lett.
Magyarország vezető távközlési szolgáltatója 2016-ban munkavállalói résztulajdonosi programot indított, amelynek keretében a Magyar Telekom Nyrt. és a T-Systems Magyarország Zrt. munkavállalóinak döntő többsége részvényjuttatásban részesülhetett.
Nyíregyháza után a Telekom most újabb 8 kelet-magyarországi megyeszékhelyen és további 5 városban elindította a 300 Mbit/sec sebességű mobilinternet szolgáltatást. A Telekom 4G hálózatának kültéri lefedettsége elérte a 97,5 százalékot, és a 4G szolgáltatást használó ügyfelek száma meghaladja az 1,1 milliót.
A Telekom országszerte elérhetővé tette lakossági, kkv-s és nagyvállalati ügyfelei számára is az 1000 Mbps gyorsaságú vezetékes netet azokon a területeken, ahol az optikai hálózat már kiépítésre került.
A Magyar Telekom bejelenti, hogy Somorjai Évát, a cég humán erőforrás vezérigazgató-helyettesét kinevezték a Deutsche Telekom Csoport európai központjának humán erőforrás vezérigazgató-helyettesévé 2017. január 1-től.
A Magyar Telekom Csoport működése teljes mértékben karbonsemlegessé vált 2016-ban is. A vállalatcsoport először 2015-ben működött karbonsemlegesen, tette ezt a hazai nagyvállalatok közül elsőként, az európai vezető távközlési szolgáltatók közt szintén az elsők között.
A Magyar Telekom és konszolidált leányvállalatai a digitális hálózatok országos fejlesztésére kiírt pályázat első és második (Magyarország nyugati és keleti részét érintő) körének eredményeként 46 járásra vonatkozóan 12,2 milliárd forintnyi európai uniós forrást nyertek el Csoport szinten legalább 30 Mbps sebességű vezetékes hálózat fejlesztésére. Emellett a vállalat folytatta előző évben megkezdett, önerős fejlesztéseit is.
Szijjártó Péter külgazdasági és külügyminiszter részvételével, november 15-én ünnepélyes keretek között tették le a WING Zrt. tulajdonában álló és a vállalat beruházásában megvalósuló Magyar Telekom székház alapkövét, amely az ország legnagyobb egy épülettömbben megvalósuló irodaháza lesz. Az eseményen részt vett továbbá Noah Steinberg, a fejlesztő WING Zrt. elnök-vezérigazgatója és Christopher Mattheisen, a Magyar Telekom vezérigazgatója.
A Telekom 4G hálózatának kültéri lakossági lefedettsége az év végére 98%-ra, a beltéri lefedettség 87,2%-ra nőtt. A 300 Mbps elméleti sebességű 4G+ szolgáltatás már több mint 40 településen, a lakosság közel 25%-a számára volt elérhető kültéren. A vállalat 4G ügyfeleinek száma 44 százalékkal nőtt 2016-ban, és év végére megközelítette az 1,4 milliót, és miközben a mobil adatforgalom 70% már a 4G hálózaton keresztül bonyolódott.

### 2017

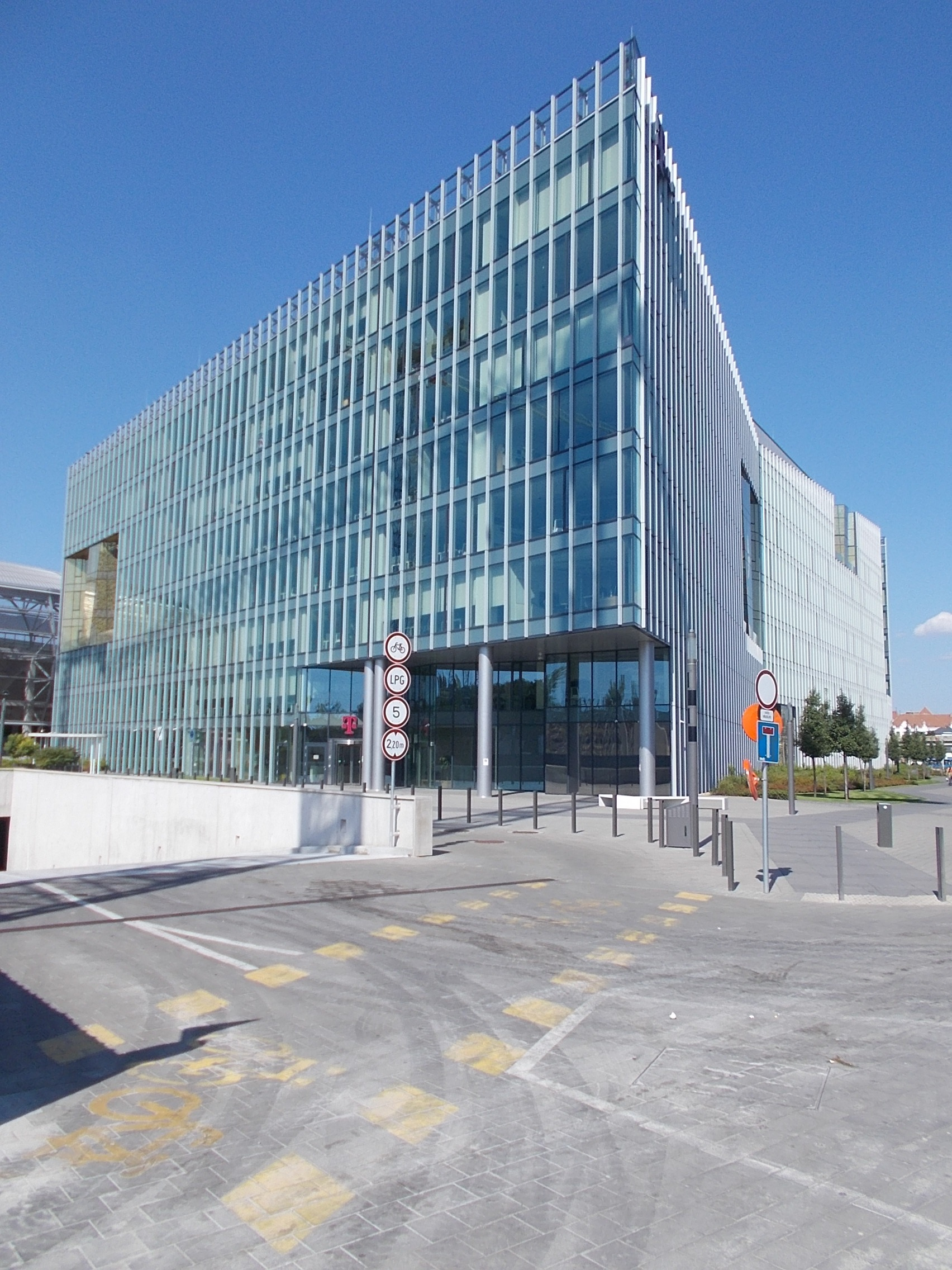
A Magyar Telekom székháza 2021-ben a Könyves Kálmán körúton

A Magyar Telekom lakossági szolgáltatások vezérigazgató-helyettese 2017. január 11-től Rékasi Tibor. 2017. április 1-től Dr. Kim Kyllesbech Larsen lett a Magyar Telekom műszaki vezérigazgató-helyettese, május 15-től pedig Friedl Zsuzsanna a humán erőforrás vezérigazgató-helyettes. A Magyar Telekom Igazgatóságának elnöke Dr. Robert Hauber lett, aki a Deutsche Telekom európai szegmensének gazdasági vezetője.
Elsőként a magyarországi mobilszolgáltatók közül a Magyar Telekom elindította 4G hálózaton a hangszolgáltatást. A 4G Hang szolgáltatás előnye, hogy hívás közben is folyamatos, 4G sebességű adatkapcsolatot tesz lehetővé.
Összhangban az Európai Uniós szabályozással a Telekom ügyfelei 2017. június 15-től a belföldi díjcsomagjukban érvényes árakon, EU roaming többletdíj nélkül telefonálhatnak, SMS-ezhetnek és netezhetnek az EU-ban, amennyiben betartják a méltányos használatra vonatkozó feltételeket.
A Telekom az optikával fedett területein bevezette a 2000 Mbit/s (=2Gbit/s) sebességű otthoni internetcsomagot, amely több eszköz egyidejű csatlakoztatása esetén – például családi használatban – megduplázta a Telekomnál addig elérhető legnagyobb sávszélességet.
Az Ericsson és a Telekom bemutatta az első 5G kapcsolatot Magyarországon, a kapcsolat 22 Gbps letöltési sebességet ért el.
A Magyar Telekom 5G teszthálózat kiépítését kezdte meg a Zalaegerszegen létesülő járműipari tesztpályán.
A harmadik karbonsemleges évét zárta a Magyar Telekom Csoport: a szolgáltató sikerrel csökkentette szén-dioxid kibocsátását, miközben a fennmaradó karbonkibocsátását zöld projektek támogatásával ellentételezte.
A Magyar Telekom részvényeladási megállapodást írt alá az ugyancsak a Deutsche Telekomhoz tartozó Hrvatski Telekom d.d.-vel 2016. január 10-én. A tranzakció eredményeként a Magyar Telekom többségi részesedése (76,53%) a Crnogorski AD. Podgorica-ban a Hrvatski Telekom d.d.-hez kerül transzferálásra összesen 123,5 millió euróért. A cégtől január 10-én távozott Gyenes András addigi lakossági szolgáltatások vezérigazgató-helyettes és helyét Rékasi Tibor, a T-Systems Magyarország addigi vezérigazgatója vette át. Rékasit a leányvállalat élén Kaszás Zoltán követte vezérigazgatóként, aki így a Magyar Telekom vállalati szolgáltatások vezérigazgató-helyettese is lett.
2017 júliusában a T-Systems Hungary, a Magyar Telekom leányvállalata, elektronikus jegyrendszert fejlesztett a Budapesti Közlekedési Központ számára. A rendszer számos súlyos biztonsági hibát tartalmazott. Ezek közül egy igen súlyos biztonsági rést egy 18 éves diák fedezett fel, majd azt jóhiszeműen jelentette a vállalatnak. A vállalat – belső protokoll alapján – feljelentést tett. Az eset széleskörű felháborodást váltott ki, a BKK és a T-Systems Facebook-oldalát elárasztották a negatív értékelések. A fiút – mivel tette nem volt veszélyes a társadalomra, így nem büntethető – egy hónappal később az ügyészség felmentette.

### 2018
Christopher Mattheisen vezérigazgató 2018. július 1-i hatállyal lemondott és távozott a Magyar Telekomtól. A Társaság új vezérigazgatója Rékasi Tibor lett. 2018. július 1-től Szabó Melinda lett a Magyar Telekom lakossági szolgáltatások vezérigazgató-helyettese.
A Telekom a hazai piacon elsőként tette lehetővé az eszközbe épített SIM-kártya (eSIM) használatát hálózatán. A szolgáltató bevezette a MultiSIM-et is, amely lehetővé teszi, hogy az ügyfél egyetlen előfizetéssel több SIM-en is igénybe vehesse mind a mobilinternet-, mind pedig a hangszolgáltatást. A MultiSIM a hagyományos SIM-kártyát és az eSIM-et egyaránt támogatja.
A Nemzeti Média- és Hírközlési Hatóság határozata alapján a Magyar Telekom 2100 MHz-es frekvenciasávban 2019. december 27-éig fennálló frekvenciahasználati jogosultsága 2027. június 27-ig meghosszabbításra került.
Elsőként mutatott be Magyarországon valós körülmények között működő 5G hálózatot a Magyar Telekom budapesti, Krisztina körúti székházában.
A Telekom telefonos ügyfélszolgálatán a hagyományos nyomógombos menürendszert virtuális üzleti asszisztens váltotta fel. A mesterséges intelligencia alapú, magyarul beszélő VANDA fogadja a beérkező hívásokat, megérti a hívó ügyfél szándékát, és az alapján a lehető leggyorsabban kompetens szakértőhöz irányítja a hívást. Emellett jól automatizálható és gyakran előforduló rutinfeladatokat is teljeskörűen elvégez.
A GKI Digital piacelemzése alapján 2018-ban a Magyar Telekom volt a legnagyobb forgalmú mobiltelefon- és tablet értékesítő a magyar online kiskereskedelmi piacon.
A Ferencvárosi Torna Club és a Magyar Telekom újabb, négy évre szóló megállapodást írt alá, amelynek keretében már nemcsak a férfi, hanem a női labdarúgást, valamint a vízilabda, jégkorong és férfi torna szakosztályokat is támogatja a vállalat.
A vállalat 2014 és 2018 között közel 240 milliárd Ft-ot költött Magyarországon vezetékes- és mobilhálózatainak infrastruktúra-fejlesztésére.

### 2019
A Magyar Telekom január végén elindította az első szabványos 5G állomását Zalaegerszeg belvárosában. A valós körülmények között működő, gigabites sebességre képes teszthálózat szabványosított 5G rendszerrel valósult meg, és kereskedelmi bevezetésre érett 5G hálózati eszközöket használt.
Meghosszabbította támogatói szerződését a Magyar Telekom a Telekom Veszprém férfi kézilabda-csapatával. A megállapodás szerint a Telekom további három évig, a 2021/2022-es bajnoki szezon végéig névadó szponzorként segíti a veszprémi klubhoz tartozó felnőtt és utánpótlás csapatok munkáját.
2019. október 1-től Lubor Zatko lett a Magyar Telekom műszaki vezérigazgató-helyettese.
A Magyar Telekom és a T-Systems beköltözött új, közös székházukba Budapesten, a Könyves Kálmán körúton. Az ország legnagyobb irodaháza azóta több rangos építészeti és ingatlanfejlesztési díjat is elnyert.
2019-ben is folytatódott a Magyar Telekom intenzív hálózatfejlesztése, melynek eredményeképpen szeptemberben már több mint 1,7 millió gigabites sebességű elérést kínált optikai és kábelhálózatán a szolgáltató.
A Magyar Telekom 2019-ben kezdte meg az agilis munkamódszerre való átállást. A vállalati szintű agilis transzformáció célja az, hogy az ügyféligényekre, változó piaci környezetre gyorsabban, hatékonyabban tudjanak a jövőben reagálni.

### 2020
2020. március 1-től Darja Dodonova, a Deutsche Telekom európai szegmensének korábbi műszaki kontrolling vezetője lett a Magyar Telekom gazdasági vezérigazgató-helyettese.
A Magyar Telekom Igazgatósága Rékasi Tibor vezérigazgatói szerződésének további 3 évvel, 2024. június 30-ig tartó meghosszabbításáról döntött. 2020. november 2-ától Gonda Gábor lett a T-Systems Magyarország Zrt. vezérigazgatója, valamint a Magyar Telekom felsővezetésének tagja.
A Magyar Telekom az 5G-hez és a szélessávú mobil szolgáltatásokhoz kapcsolódó frekvenciahasználati jogosultságok tárgyában kiírt árverésen sikeresen szerepelt, és áprilisban elindította kereskedelmi 5G szolgáltatását. Augusztus végére újabb mérföldkőhöz ért a szolgáltatás, több tucatnyi új állomás bekapcsolásával már 23 településen – Budapest, Budaörs, Zalaegerszeg, Debrecen, Kecskemét, Szeged és Szombathely bizonyos részein, valamint 16 Balaton környéki település egyes pontjain – volt elérhető a szolgáltatás.
2020-ban is intenzíven fejlesztette gigabites hálózatát a Magyar Telekom: 377 ezer új optikai elérést épített, 117 ezer kábeles elérési pontot pedig gigabit-képessé fejlesztett. Ezzel összesen közel 2,5 millióra nőtt hálózatán a gigabites elérések száma.

### 2021
A Magyar Telekom Csoport a megváltozott munkaképességű munkavállalók foglalkoztatásának előmozdításáért, az akadálymentes munkahelyi környezet fejlesztéséért, valamint a befogadó vállalati kultúráért tett eredményei és erőfeszítései alapján a Fogyatékosságbarát Munkahely Arany fokozatú díját érdemelte ki.
A Magyar Telekom frekvenciahasználati jogosultságokat szerzett a 900 MHz-es, valamint az 1800 MHz-es frekvenciasáv frekvenciahasználati jogosultságai tárgyában kiírt árverési eljárásban.
A telekommunikációs szektor fenntarthatósági szempontból legjobban teljesítő vállalatai között jelölte meg a Magyar Telekomot az ISS Corporate Solutions a vállalat 2020. évi fenntarthatósági eredményei alapján.
A PwC Magyarország évente zajló kutatása eredményeként 2021-ben – immár negyedik éve – ismét a Magyar Telekom nyerte el a Legvonzóbb Munkahely Díjat a telekommunikációs szektorban.
2021-ben is intenzíven fejlesztette gigabites hálózatát a Magyar Telekom: hálózata 401 ezer új optikai eléréssel bővült, 40 ezer kábeles elérési pontot pedig gigabit-képessé fejlesztett. Így már több mint 3 millió otthon és vállalkozás számára kínált gigabites sebességet hálózatán.
Elindult a Magyar Telekom ötödik fenntarthatósági stratégiai ciklusa, amely 2030-ig határoz meg fenntarthatósági célkitűzéseket. A stratégia kiemelt gondolata, hogy a digitalizációt az emberek, a családok és a vállalkozások fejlődésének, valamint a környezet védelmének szolgálatába állítva az ország vezető fenntartható vállalataként működjön a Magyar Telekom Csoport.
2021-ben – immár negyedik éve – újra a Magyar Telekom webshopjából rendeltek összességében a legnagyobb értékben mobiltelefont és tabletet a magyar nyelvű webáruházak közül. A teljes online kiskereskedelmi piac 2,3 százalékát tudhatja magáénak a Telekom, amivel az ötödik legnagyobb hazai online szereplőnek számít – derült ki a GKID (korábbi nevén GKI Digital) piacelemzéséből.

### 2022
A Randstad Employer Brand Research a világ legátfogóbb független munkáltatói márkakutatása. A felmérés eredményeként Nívó-díjat kapott a Magyar Telekom, hiszen sorozatban negyedik éve nyerte el a telekommunikációs szektor legvonzóbb munkahelye elismerést.
Megállapodást írt alá a Magyar Telekom arról, hogy további négy évig támogatja a Ferencvárosi Torna Clubot. Az együttműködés keretében a Telekom főtámogatója a Ferencvárosi Torna Clubnak, kiemelt támogatóként áll az FTC futballcsapat mögött, valamint névadó támogatóként segíti a vízilabda, a jégkorong, a női labdarúgó és a férfi torna szakosztályok munkáját.
Meghosszabbította támogatói szerződését a Magyar Telekom a Telekom Veszprém férfi kézilabdacsapatával. A megállapodás szerint a Telekom további négy évig, a 2025/2026-ös bajnoki szezon végéig névadó szponzorként segíti a veszprémi klubhoz tartozó férfi felnőtt és utánpótlás csapatok munkáját.
Lekapcsolta 3G hálózatát a Magyar Telekom, amely 2022. július 1. után már sehol nem érhető el az országban. A szolgáltató a hálózat kihasználatlansága miatt döntött a lekapcsolás mellett. Az ügyfelek nem maradnak szolgáltatás nélkül ezt követően sem: a közel országos lefedettségű, a korábbi technológiáknál jobb ügyfélélményt nyújtó 4G hálózat továbbra is rendelkezésre áll mind a hang-, mind az adatforgalom céljára. A legfeljebb 3G-képes készülékkel rendelkező ügyfelek hangforgalmát a meglévő 2G hálózat veszi át.

### 2023
2023. február 1-től egy kézből nyújt új, IT és telekommunikációs szolgáltatásokat közép- és nagyvállalati ügyfelei számára a Magyar Telekom. A Magyar Telekom közép- és nagyvállalati ügyfelei egységesen Telekom márkanév alatt vehetik igénybe a telekommunikációs és az IT szolgáltatásokat, havidíjas formában, egy kézből, egy szolgáltatótól. A hazai vállalatok egyedi rendszerintegrációs igényeit a megszokott formában, külön cégben támogatja a Telekom Rendszerintegráció Zrt.
A legújabb hírek szerint az anyavállalat minden leányvállalatánál egységes jelmondatot és márkát vezet be, a "T"-t, melyhez a "Connecting your world" jelmondat fog tartozni. A hírt maga Tim Höttges, a Deutsche Telekom vezérigazgatója jelentette be a Digital X konferencián, 2023. szeptember 20.-án. T - Connecting your world

## Szolgáltatások

### Telefon
- Analóg és ISDN telefonvonal - Kiegészítő csomagokkal 2007-ig.
- Digitális telefon - ADSL, kábeltelevíziós és optikai technológiájú hálózaton.
- Mobiltelefon - Vezeték nélküli, feltöltőkártyás és előfizetéses távközlési szolgáltatás először analóg (450 Mhz), majd digitális (900 / 1800 MHz) GSM rendszeren 1993 óta.

### Internet
- Betárcsázós és ISDN internet kapcsolat - 1997-2015 között.[47]
- DSL - A szolgáltatás ADSL (aszimmetrikus DSL) technológia által, a telefonhálózaton keresztül továbbítva biztosítja az internet szolgáltatást 2001 óta. Szinte mindenhol elérhető. (A 2010-es évektől kezdve már elavultnak számít.)
- Kábelnet - A kábeltelevíziós rendszeren nyújtott széles sávú internet szolgáltatás. A legtöbb területen elérhető. (A Telekom törekszik az optikai gerincvezetékkel történő hibrid fejlesztésére.)
- Optinet - Sodrott érpárok és koaxiális kábelek helyett az adatok korszerű üvegszálas hálózaton „áramlanak”, így a rendszeren lényegesen kevesebb jel vész el és a környezeti hatásokkal szemben is védettebb, valamint jóval nagyobb sebesség is elérhető. (A kiépítése folyamatosan zajlik. Addig korlátozott területeken érhető el.[48][49])
- Mobilinternet - Vezeték nélküli, feltöltőkártyás és előfizetéses internet szolgáltatás a GSM technológián.

### TV
- Kábel TV - 1998-tól analóg,[50] 2006 óta már digitális rendszerű TV szolgáltatás (DVB-C)[51]
- Sat TV - Műholdas szolgáltatás 2008-2022 között. (DVB-S / Az Amos 3 műholdról sugározták Conax titkosítással.)
- IPTV - Internetes, digitális műsorszóráson alapuló TV szolgáltatás.
- MobilTV - A mobiltelefon hálózaton keresztűl továbbított televíziós műsorszolgáltatás (DVB-H)
- Prémium opciók: Külön igényelhető extra csomagok (interaktív) a Sat TV és IPTV szolgáltatásokhoz, amely egyebek mellett a megállítható, visszajátszható élő adás, egy gombnyomásos és időzített felvétel lehetőségét is kínálja.[52]